# Gustav von Waagen

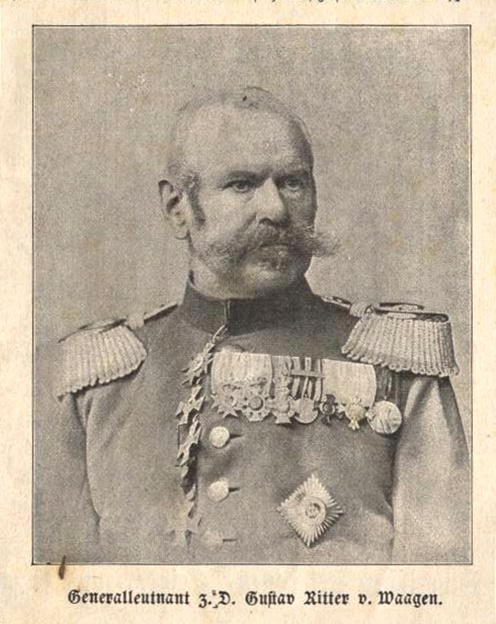
Gustav von Waagen

Gustav Waagen, seit 1892 Ritter von Waagen (* 29. April 1832 in München; † 25. Dezember 1906 ebenda) war ein bayerischer Generalmajor.

## Leben

### Herkunft
Er war der Sohn des aus Hamburg stammenden, zum Katholizismus konvertierten Malers und Schriftstellers Carl Waagen (1800–1873) und dessen Gattin, der Sängerin Nanette Schechner (1806–1860). Der Vater Carl Waagen war der Bruder des Kunsthistorikers Gustav Friedrich Waagen (1794–1868). Sein jüngerer Bruder war der Geologe Wilhelm Heinrich Waagen (1841–1900), ein weiterer Bruder der Maler Adalbert Waagen (1834–1898). Der Geologe Lukas Waagen (1877–1959) war einer seiner Neffen.

### Militärkarriere
Waagen schlug die Militärlaufbahn ein. Als Freiwilliger trat er am 5. Dezember 1848 in das 2. Infanterie-Regiment „Kronprinz“ der Bayerischen Armee in München ein und wurde 1852 Korporal. Am 25. Juni 1854 versetzte man ihn als Junker ins Infanterie-Leib-Regiment, wo er 1855 Unterleutnant wurde. 1859/63 fungierte Waagen als Adjutant von Generalmajor Wolfgang von Ott. 1863 avancierte er zum Oberleutnant, 1866 zum Hauptmann. Mit Datum vom 12. September 1866 wurde er Adjutant von Johann Baptist Stephan, Generalkommandant der Stadt Nürnberg. 1867 erhielt er für seine Verdienste im Deutsch-Deutschen Krieg 1866 das Ritterkreuz II. Klasse des Militärverdienstordens. Während des Deutsch-Französischen Krieges 1870/71 fungierte Waagen als Chefadjutant der 1. Infanterie-Division und erhielt 1871 das Ritterkreuz I. Klasse des Militärverdienstordens.
1876 erfolgte die Beförderung zum Major, 1882 zum Oberstleutnant im 1. Infanterie-Regiment „König“ und am 30. März 1886 zum Oberst. Vom 17. April 1886 bis zum 7. März 1889 führte Waagen als Kommandeur das 18. Infanterie-Regiment „Prinz Ludwig Ferdinand“ in Landau. An diesem Tag avancierte er zum Generalmajor und am 8. März 1889 wurde er Kommandeur der 5. Infanterie-Brigade in Zweibrücken. Ab 1890 bis zu seinem Ausscheiden aus dem Militärdienst am 9. Juni 1892 hatte er das Kommando über die 8. Infanterie-Brigade in Metz.
1892 verlieh man Waagen das Ritterkreuz des Verdienstordens der Bayerischen Krone, womit der persönliche Adelstitel eines „Ritter von“ verbunden war. Diese Nobilitierung erfolgte am 20. Juni 1892.
Ab 1895 amtierte Waagen als Präsident des bayerischen Veteranen- und Kriegerbundes.

### Familie
Waagen heiratete Marie Freiin von Großschedel. Sie war die Nichte des Generalmajors Christian von Großschedel und Tochter des bayerischen Offiziers Joseph Freiherr von Großschedel und dessen Gattin Auguste von Weling. Letztere war das Kind des geadelten jüdischen Konvertiten Eduard von Weling (zuvor Eduard Seligmann) und die Enkelin des bayerischen Hoffaktors Aron Elias von Eichthal (zuvor Aron Elias Seligmann).